# Тен, Сергей Васильевич
Сергей Васильевич Тен (август 1919 года, село Барабаш, Раздольненская волость, Никольск-Уссурийский уезд, Приморская область — 24 января 1987 года, Майкоп) — бригадир колхоза имени Микояна Нижне-Чирчикского района Ташкентской области, Узбекская ССР. Герой Социалистического Труда (1951).

## Биография
Родился в 1919 году в крестьянской семье в селе Барабаш Никольск-Уссурийского уезда.
До 1937 года проживал в Посьете. В 1937 году депортирован на спецпоселение в Ташкентскую область Узбекской ССР.
С 1939 года — звеньевой колхоза имени Будённого Нижне-Чирчикского района. В 1940 году окончил бухгалтерские курсы в Ташкенте. В последующие годы: счетовод колхоза «Путь к социализму» Нижне-Чирчикского района (1940—1943), заведующий хозяйством колхоза «Трудовик» Нижне-Чирчикского района (1943—1945), бригадир колхоза «Новая жизнь» Нижне-Чирчикского района (1945—1946). Обучался на курсах по подготовке учителей Ташкентского педагогического института, которые окончил в 1947 году. С 1947 года — бригадир колхоза имени Микояна Нижне-Чирчикского района. В 1950 году вступил в ВКП(б).
В 1950 году бригада Сергея Тена получила в среднем с каждого гектара по 97,1 центнера зеленцового стебля кенафа на участке площадью 29,3 гектара. Указом Президиума Верховного Совета СССР от 22 мая 1951 года удостоен звания Героя Социалистического Труда с вручением ордена Ленина и золотой медали «Серп и Молот».
С 1952 года обучался на корейском отделении Института востоковедения в Москве.
В 1953 году переехал на хутор Свобода Весёловского района Ростовской области, где работал бригадиром рисоводческой бригады в местном колхозе «Заветы Ильича». В 1959 году окончил Анапскую трёхгодичную школу по подготовке председателей рыболовецких колхозов по специальности «техник-организатор рыбного хозяйства». С 1959 года — заместитель председателя колхоза «Ударник» Камчатской области, инструктор Карагинского райкома КПСС, председатель колхоза имени Левченко Карагинского района.
В последующие годы: председатель колхозы «40 лет Октября» Тигильского района (1961—1963), директор совхоза «Океанский» во Владивостоке (1963—1966), инженер-рыбовод рыболовной базы «Ханка» Ханкайского района, старший инженер-рыбовод рыбхоза «Ханкайский» (1966—1969), бригадир рисоводческой бригады совхоза в селе Мельгуновка Ханкайского района (1969—1970).
С 1970 года проживал в Ростовской области. Трудился поливальщиком в колхозе «Красный Октябрь» Багаевского района (1970—1971), овощеводом, управляющим отделением совхоза «Кавказский» в Кропоткине (1971—1972), рыбоводом, заведующим рыбным хозяйством рыболовного колхоза имени Куйбышева Крымского района Краснодарского края (1972—1974), старшим рыбоводом рыбокомбината в Приморско-Ахтарске (1977—1978), рабочим в совхозе «Каратюбинский» Нефтекумского района (1978—1979), рабочим в бригаде колхоза «Прогресс» Софиевского района Днепропетровской области (1979—1980).
Персональный пенсионер союзного значения. Умер в январе 1987 года. Похоронен в Майкопе.